# Köselli
Köselli ist ein Dorf im Landkreis Bekilli der türkischen Provinz Denizli. Köselli liegt etwa 97 km nordöstlich der Provinzhauptstadt Denizli und 13 km nordwestlich von Bekilli. Köselli hatte laut der letzten Volkszählung 147 Einwohner (Stand Ende Dezember 2010).